# Веселий роман
«Веселий роман» (груз. მხიარული რომანი) — радянський комедійний художній фільм, знятий на студії «Грузія-фільм» у 1972 році.

## Сюжет
Фільм оповідає про студента Тбіліського сільгоспінституту Дато, що кохає студентку консерваторії Еку. Остання, в свою чергу, єдина дочка інкасатора Іполіта. Рідні, з якими живе Ека, не схвалюють відносини з Дато. Закохані намагаються долати всі бар'єри на шляху до весілля.

## У ролях
| Актор             | Роль            |
| ----------------- | --------------- |
| Іполіт Хвічія     | Іполіт          |
| Хатуна Котрікадзе | Ека             |
| Рамаз Гіоргобіані | Дато            |
| Мегі Цулукідзе    | Като            |
| Олена Чохелі      | Ліза            |
| Медея Чахава      | Софія           |
| Зураб Лаперадзе   | Митрофане       |
| Давид Абашидзе    | голова колгоспу |

## Знімальна група
- Режисер — Леван Хотіварі
- Сценаристи — Отар Размадзе, Анзор Салуквадзе, Леван Хотіварі
- Оператор — Дудар Маргієв
- Композитор — Георгій Цабадзе
- Художник — Дмитро Такайшвілі